# Toi, toi, toi
Der Ausspruch „Toi, toi, toi!“ (zunächst norddeutsch, seit dem 19. Jahrhundert belegt), der heute meist als Glückwunsch im Sinne von „Es möge gelingen!“ verstanden wird, beruht auf einem Gegenzauber gegen den Neid böser Geister. Um sie durch einen Glückwunsch nicht herbeizurufen, war es zudem üblich, die Formel „unberufen“ hinzuzufügen und durch dreimaliges Ausspucken, Klopfen auf Holz oder ähnliche Handlungen die Schutzwirkung zu bekräftigen.

## Geschichte
Der Ausspruch „toi, toi, toi“ entstand laut Duden als lautmalerischer Ersatz für das dreifache Ausspucken, das dem Volksglauben nach Glück brachte, nachdem das Ausspucken seit dem 18. Jahrhundert zunehmend als unanständig empfunden wurde. Der Ausdruck teilte dann den Ursprung eines als „tfu, tfu, tfu“ belegten jiddischen Ausdrucks, der in ähnlicher Bedeutung beispielsweise im Geschäftsleben verwendet wurde. Als möglicher Ursprung des Ausrufs kommt daneben auch eine dreimalige, verkürzte Nennung des Teufels in Betracht. Das Schwäbische Wörterbuch führt eine Redensart auf: „No kommt mer in ’s Teu-Teu-Teufelskuchen bey ihm“. Zum dritten wurde versucht den Ausdruck mit dem jiddisch-rotwelschen tof oder tow (für „gut“) zu verbinden.
Der Brauch des Klopfens auf Holz wird auf die Legende um die heilige Helena zurückgeführt. Nach der Anerkennung des Christentums durch ihren Sohn Konstantin als neue Staatsreligion fuhr sie um 300 n. Chr. ins Heilige Land und fand dort nicht nur „das Grab des Herrn“, sondern auch noch den Querbalken seines Kreuzes, den sie dann als Reliquie nach Konstantinopel mitnahm. Diesen habe sie durch Klopfen auf das – seit der gründlichen Zerstörung Jerusalems durch die Römer – in großer Menge herumliegende Holz gefunden.
Besonders am Theater hat sich der Brauch erhalten, so den Schauspielern Erfolg beim bevorstehenden Auftritt zu wünschen. Traditionell soll dies jeweils über die linke Schulter, nicht die rechte, geschehen, und es soll sich der Schauspieler dafür nicht bedanken, weil dies Unglück bringe.
Verbreitung fand die Redewendung auch in einem deutschen Schlager in den 1930er Jahren. Willy Rosen, der 1944 im Konzentrationslager Auschwitz ermordete Schlagerkomponist, komponierte und sang noch im KZ Chansons für das Lagerkabarett, darunter auch: „Wenn man kein Glück hat, / dann hat das Leben keinen Sinn. / Wenn man kein Glück hat, / dann rutscht man aus und fällt man hin. / Drum bitt’ ich dich, Fortuna, bleib’ mir treu, / unberufen, unberufen toi – toi – toi.“